# Pallacanestro ai Giochi della XXI Olimpiade
Il torneo di pallacanestro ai Giochi della XXI Olimpiade si disputò a Montréal dal 18 al 27 luglio 1976.
Il torneo maschile fu vinto dagli Stati Uniti. Per la prima volta nella storia dei Giochi olimpici venne organizzata l'edizione femminile, che vide il successo dell'Unione Sovietica.

## Sedi delle partite
| Fase                                     | Città    | Impianto                  |
| ---------------------------------------- | -------- | ------------------------- |
| Fase a gironi maschile; torneo femminile | Montréal | Centre Étienne Desmarteau |
| Fase finale maschile                     | Montréal | Montreal Forum            |

## Squadre partecipanti

### Torneo maschile
Le nazionali iscritte al torneo maschile furono 12. Il Canada partecipò di diritto in quanto paese ospitante, così come Unione Sovietica, Stati Uniti e Cuba, prime tre classificate ai Giochi del 1972. Ebbero il posto garantito anche Australia e Egitto, vincitrici rispettivamente degli Oceania Championship 1975 e dell'AfroBasket 1975.
La vittoria degli Stati Uniti ai VII Giochi panamericani consentì al Porto Rico, squadra finalista, di accedere al torneo olimpico. Il ritiro prima dell'inizio della competizione da parte della Cile consentì la partecipazione del Giappone, sconfitto in finale dai cinesi al Campionato asiatico 1975.
I rimantenti 4 posti furono assegnati tramite il Torneo Pre-Olimpico disputato a Hamilton dal 22 giugno al 3 luglio 1976, e il Torneo Europeo di Qualificazione Olimpica disputato a Edimburgo dal 3 all'8 maggio 1976.
A torneo già iniziato, l'Egitto decise di ritirarsi per protesta contro il CIO, colpevole secondo gli africani di non aver espulso dai Giochi la Nuova Zelanda. Veniva infatti contestata alla Nazionale di rugby a 15 della Nuova Zelanda di aver disputato alcune partite in Sudafrica pochi mesi prima dell'inizio dei Giochi. E nei confronti del paese africano, colpevole di apartheid, vi era un embargo relativo alle manifestazioni sportive internazionali, incluso il divieto ad altre nazionali di partecipare ad eventi sportivi su suolo sudafricano. L'Egitto perse la prima partita, decidendo poi di ritirarsi: a tutti gli incontri venne assegnato lo 0-2 a tavolino.
Paese ospitante
- Canada

Prime 3 alle Olimpiadi 1972
- Unione Sovietica
- Stati Uniti
- Cuba

Ammessa tramite i VII Giochi panamericani
- Porto Rico

Ammessa tramite l'Oceania Championship 1975
- Australia

Ammesse tramite i Campionati africani 1975
- Egitto

Ammessa tramite i Campionati asiatici 1975
- Giappone

Ammesse tramite il Torneo pre-olimpico
- Cecoslovacchia
- Messico
- Jugoslavia

Ammessa tramite il Torneo europeo di qualificazione
- Italia

### Torneo femminile
Le squadre partecipanti alla prima edizione femminile dei Giochi furono 6. Oltre al Canada (paese ospitante) parteciparono di diritto Unione Sovietica, Giappone e Cecoslovacchia, prime tre classificate ai Mondiali 1975. I rimanenti due posti furono assegnati tramite il Torneo Pre-Olimpico Femminile FIBA 1976, disputato contemporaneamente con quello maschile a Hamilton, dal 22 giugno al 3 luglio 1976. Centrarono la qualificazione gli Stati Uniti e la Bulgaria.
Paese ospitante
- Canada

Prime 3 ai Mondiali 1975
- Unione Sovietica
- Giappone
- Cecoslovacchia

Ammesse tramite il Torneo Pre-Olimpico
- Stati Uniti
- Bulgaria

## Podi
| Evento           | Oro              | Argento     | Bronzo           |
| Torneo maschile  | Stati Uniti      | Jugoslavia  | Unione Sovietica |
| Torneo femminile | Unione Sovietica | Stati Uniti | Bulgaria         |